# Jerzy Ostoja-Koźniewski

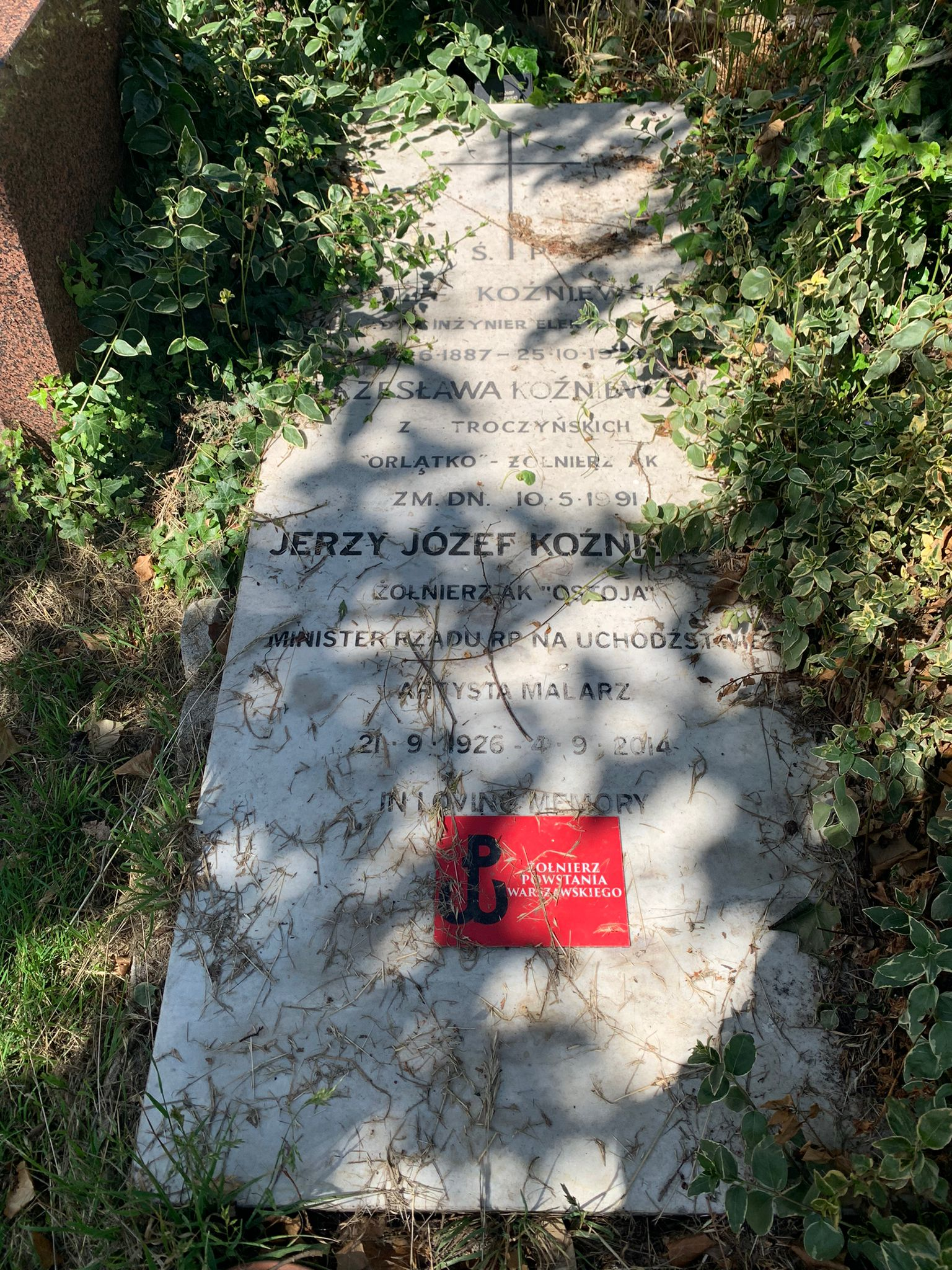
Grób Jerzego Ostoja-Koźniewskiego

Jerzy Józef Ostoja-Koźniewski (ur. 21 września 1926 w Poznaniu, zm. 4 września 2014 w Nettlebed w hrabstwie Oxford) – polski polityk i działacz emigracyjny, minister skarbu w ostatnim Rządzie RP na uchodźstwie (1989-1990), powstaniec warszawski.

## Życiorys
Od 1941 był członkiem antyniemieckiej konspiracji, ukończył w Warszawie tajną szkołę podchorążych. Walczył w powstaniu warszawskim w batalionie „Golski”, następnie przebywał w niewoli niemieckiej, a po wyzwoleniu przez wojska brytyjskie służył w 1 Dywizji Pancernej i 2 Korpusie Polskim. Pozostał na emigracji w Wielkiej Brytanii.
W 1986 został podsekretarzem stanu w pierwszym rządzie Edwarda Szczepanika odpowiedzialnym za sprawy skarbu, później ministrem skarbu w drugim rządzie Edwarda Szczepanika (1989-1990), a następnie członkiem Komisji Likwidacyjnej Rządu RP na Uchodźstwie. Należał do Ligi Niepodległości Polski, w której m.in. przewodniczył Głównemu Komitetowi Wykonawczemu (1986-1990). Z jej ramienia zasiadał w Rady Narodowej RP (1983-1991). Był także honorowym sekretarzem Polonia Aid Foundation Trust. W 1991 został członkiem Rady Politycznej Konfederacji Polski Niepodległej.
Postanowieniem Prezydenta RP na Uchodźstwie z dnia 11 listopada 1990 został odznaczony Krzyżem Komandorskim Orderu Odrodzenia Polski. Postanowieniem Prezydenta RP z dnia 6 listopada 2006 został odznaczony Krzyżem Komandorskim z Gwiazdą Orderu Odrodzenia Polski.
Zmarł na raka w hospicjum Sue Ryder w Nettlebed w hrabstwie Oxford w wieku 87 lat. Pochowany na North Sheen Cemetery w Londynie (DG nr 187).